# Wolfgang Gedat

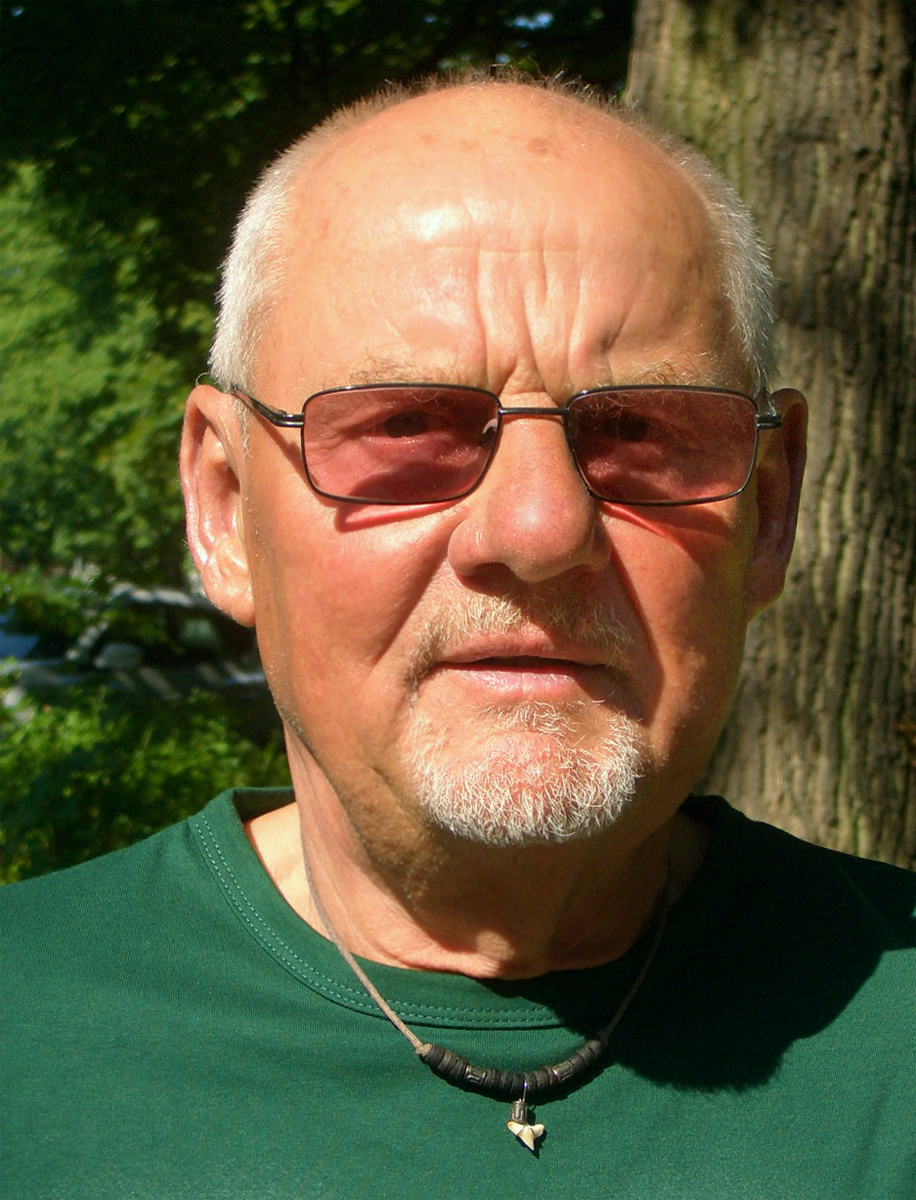
Wolfgang Gedat (2013)

Wolfgang Gedat (* 10. Januar 1940 in Gielsdorf bei Berlin; † 10. Dezember 2019 in  Schillig) war ein deutscher Biologe und Autor.

## Leben
Schon als Jugendlicher gehörte Wolfgang Gedat zum Arbeitskreis „Vertebrata“ (Wirbeltiere) im Tierpark Berlin und war dort bei den Ornithologen tätig. Er lernte das Präparieren im Naturkundemuseum Berlin und begleitete Wissenschaftler bei biologischen Exkursionen. Nach einem Studium der Biologie in Potsdam machte er Mitte der 1970er Jahre sein Diplom. Er unterrichtete viele Jahre das Fach Biologie und qualifizierte sich nebenbei als Freiland-Biologe. Er engagierte sich im Umweltschutz. Als Zoopädagoge leitete er von 1992 bis 2002 die Zooschule im Heimatgarten Fürstenwalde. Während dieser Zeit war Gedat als Moderator für naturwissenschaftlichen Unterricht am Pädagogischen Landesinstitut Brandenburg (PLIB) in der Lehrerfortbildung tätig.
Gedat war seit 1992 staatlich geprüfter Wattführer und seit 2010 Nationalparkwattführer. Seit 2002 wohnte er im Nordseeheilbad Horumersiel-Schillig. Er bot Wattwanderungen an und hielt Vorträge, publizierte und machte die Besucher mit dem Naturerbe Nationalpark Wattenmeer vertraut.
Gedat bot besondere Naturführungen für Kinder an, denen er die Pflanzenwelt anhand von märchenhaften Erzählungen nahebrachte. Seine gesammelten Erzählungen veröffentlichte Gedat in mittlerweile vier Büchern; sein aktuelles Werk „Wispern am Wegesrand“ erschien 2013.
Er wohnte mit seiner Frau in Schillig, Gemeinde Wangerland.

## Veröffentlichungen
- Wie die Blumen zu ihrem Namen kamen. Verlag Stapp, 1999, ISBN 3-87776-281-6
- Märchen zu Pflanzen in den Salzwiesen und dem Land hinterm Deich. Verlag Florian Isensee, 2003, ISBN 3-89598-980-0
- Salzwiesengeflüster – ein märchenhaftes Pflanzenbestimmungsbuch. Verlag Erigon Kreativ Handel, Marl 2009, ISBN 3-9812642-0-7
- Wispern am Wegesrand – ein märchenhaftes Pflanzenbestimmungsbuch. Verlag Erigon Kreativ Handel, Marl 2013, ISBN 3-9812642-1-5